# Кралски дворец (Неапол)
Кралският дворец в Неапол, Италия (на италиански: Palazzo Reale di Napoli), е историческа сграда, разположена на площад „Плебишито“ в историческия център на града, където се намира главният вход. Целият комплекс, включително градините и Театър „Сан Карло“, гледат и към площад „Триест и Тренто“, Площада на кметството и ул. „Актон“.
Строителството на сградата започва през 1600 г. и достига окончателния си вид през 1858 г.. Многобройни архитекти като Доменико Фонтана, Гаетано Дженовезе, Луиджи Ванвители, Фердинандо Санфеличе и Франческо Антонио Пикиати участват в изграждането й и свързаните с нея реставрационни работи.
През вековете дворецът е владян от създаването му през 1600 до 1734 г. от испанските вицекрале в Неапол. От 1734 г. когато на неаполитанския престол се възкачва Карлос III де Бурбон, до 1861 г. е седалище на неаполитанските крале от династията на Бурбоните, с прекъсване от 1806 до 1815, в които Неаполитанското кралство се управлява от Жозеф Бонапарт и след това от Жоашен Мюра. На 17 март 1861 г. е обявено Обединението на Италия и дворецът в Неапол преминава във владение на управляващата Савойска династия до 1919 г., когато крал Виктор Емануил III го предоставя на Държавата. Същата година частта на Кралските апартаменти е превърната в музей, а богатата библиотека в национална, съхраняваща днес 1 480 747 печатни тома, 319 187 брошури и 18 415 ръкописа.

## История

### Предистория
След падането на управляващата от 1442 г. Арагонска корона Неаполитанското кралство се превръща в земя на раздора между Кралство Франция и Испания. На 11 ноември 1500 г. кралете Фернандо II и Луи XII подписват в Гранада таен договор, с който си поделят кралството. Въпреки клаузите в договора всяка от страните се опитва да го наруши. През 1503 г. предвождащият испанската войска Гонсало Фернандес де Кордоба разбива французите и завзема Неапол. Така започва испанското вицекралство.
Испанския период на Неапол, който продължава повече от двеста години, в исторически план се разглежда като тъмен и регресивен. Обратно на това градът се радва на значителен културен подем и развиваща се буржоазия, както и на авангарден търговски флот, способен да се конкурира със Севиля и Фландрия.
По искане на Педро Алварес де Толедо и Сунига (вицекрал 1532-1553 г.) е решено да се построи дворец за вицекраля. Проектиран от архитектите Фердинандо Манлио и Джовани Бенинказа, строителството на двореца започва през 1543 г., за да приключи малко след това. Вицекралете са ангажирани да реорганизират завоюваните италиански градовеː в Неапол стените и крепостите са реорганизирани и са построени т. нар. Испански квартали.

### XVII век
Фернандо Руис де Кастро, граф на Лемос, вицекрал 1599-1601 г., и съпругата му Каталина де Сунига решават да построят нов дворец в чест на крал Фелипе III с оглед на предстоящото му посещение. Кралят на Испания обаче никога не посещава Неапол. Районът, избран за новия строеж, се намира в западния край на града, близо до хълма Пицофалконе, с изглед към пристанището (което би се оказало отличен маршрут за бягство за краля в случай на вражеска атака), до Вицекралския дворец, използвайки част от градините му: изборът е почти неизбежен, тъй като градът се разширява на запад и това би довело увеличаване на разходите за земя в районите Пицофалконе и Киая поради наличието на сграда с подобно значение наблизо. Проектът е поверен на изпълняващия ролята на главен инженер на кралството – архитект Доменико Фонтана, считан по това време за най-престижният архитект в западния свят. Преди това Фонтана е изпаднал в немилост, особено след смъртта на Сикст V – папата, който му е поверил многобройни задачи в Рим.
Първият камък е положен през 1600 г. на тогавашния площад „Сан Луиджи“. Окончателният дизайн на проекта на двореца е публикуван от Фонтана едва през 1604 г. със заглавието Dichiarazione del Nuovo Regio Palagio, докато чертежите, използвани от архитекта, за да започне работата, са изгубени. Въпреки това в Рим е запазен план от Джовани Джакомо Де Роси, който със сигурност датира от периода преди 1651 г. Планът  показва какъв е трябвало да бъде дворецът според първоначалното намерение на архитекта: той не се различава особено от окончателния си вид, но несъмнено са направени някои промени в течение на времето. В този план както фасадата, така и помещенията в южния край, са еднакви, докато по протежение на страната, обърната към морето, трябва да е имало сграда с форма на „С: това решение е толкова популярно, че в тогавашните гравюри, въпреки че дворецът все още е в строеж, той е представян по-скоро такъв, какъвто е в проекта, отколкото какъвто е в действителност. От тази конструкция обаче е построена само западната страна, докато източният ръкав не е построен, а централната част е завършена едва през 1843 г. Доменико Фонтана е толкова ентусиазиран от поверения му проект, че нарежда следният надпис да бъде гравиран върху две колони на фасадата: «Domenicus Fontana Patricius Romanus / Eques Auratus comes palatinus inventor» („Доменико Фонтана, римски патриций / Златен конник, пфалцграф изобретател“).
Отпечатъкът, който архитектът дава на произведението, е в късноренесансов стил, с централен двор и вътрешна лоджия на първия етаж. За времето си сградата е адекватна на нуждите, като има представителна функция, а не е укрепена резиденция. Освен това пред двореца има голям площад, подходящ за военни паради и събирания. Работата протича експедитивно както при графа на Лемос, така и при наследника му Франсиско Руис де Кастро (вицекрал 1601-1603 г.). При вицекраля Хуан Алонсо Пиментел де Херера (вицекрал 1603-1610 г.) строителството се забавя, вероятно поради ограничената икономическа наличност след войните и кризите, които засягат Испания, или поради недостатъчния интерес на Пиментел де Херера да завърши работата, започната от Графа на Лемос.
През 1607 г., след смъртта на Фонтана, синът му Джулио Чезаре Фонтана поема ръководството на строителната площадка. Строителството се радва на подем, когато през 1610 г. Педро Фернандес де Кастро е назначен за вицекрал. През 1616 г., за да се увеличи значението на сградата, в края на улица „Толедо“ е изградено ново седалище на университета –  Палацо дели Студи (днес Национален археологически музей в Неапол). През същата година гравюра на Алесандро Берата и дневник на пътешественика Конфалониери свидетелстват за състоянието на работите, като последният пише: „Онзи ден останалите от нас разглеждаха структурата на кралския дворец, чиято фасада е изцяло направена от обработени пеперини [вид магмена скала ]. На първия етаж има 21 прозореца и три парапета, на втория много други по-малки прозорци без парапети. В дъното на земята има големи портици, които се отварят към улицата и служат за охрана на две роти войници. Вътре дворецът не е завършен. Има две големи стълбища, голям квадратен двор с портици, от които двете части останаха непокрити, тъй като беше желана
останалата част от сградата.“ От това писание се разбира, че работата вече е била почти напълно завършена и малко след това, макар че точната дата е неизвестна, е започнала работата по вътрешната декорация с изпълнението на живописните произведения на Батистело Карачоло, Белизарио Коренцио и Джовани Балдучи. През 1644 г. Франческо Антонио Пикиати подготвя известията за украсата на Кралския параклис, докато през 1651 г., по нареждане на вицекраля Иниго Велес де Гевара, започват строителните работи по голямото стълбище и по висящите градини с гледка към морето.

### XVIII и XIX век
През 1734 г. Неапол е превзет от Карлос III де Бурбон и градът отново става столица на автономно кралство. Новият крал решава да използва двореца като кралска резиденция и за целта започва реставрационни дейности, реорганизирайки както пространствата на официалните зали, където изпълнява командните функции, така и частните апартаменти. По този начин дворецът е разширен към морето със сграда, наречена „Апартамент на иконома“, и към страната обърната към Везувий с „Апартамент за кралските принцове“. Построени са и два вътрешни двора, подредени са висящите градини, завършена е фасадата към улица „Актон“. Мраморните и живописни декорации са преработени в стил Барок с участието на художниците Франческо де Мура и Доменико Антонио Вакаро. По време на управлението на Фердинанд I на Двете Сицилии, по случай сватбата на краля е проектирана и построена Голямата зала, както и придворният театър, дело на Фердинандо Фуга.
През 1837 г., след пожар, който избухва в стаите на Кралицата-майка, се налага нова реставрация на целия комплекс. Крал Фердинанд II поверява работата на придворния архитект Гаетано Дженовезе, който се придържа към художественото течение на периода – Неокласицизмът. Вицекралският дворец е разрушен, създавайки площада, който по-късно ще приеме името „Триест и Тренто“, а фасадата, която гледа към новия площад, е ремонтирана. Използвайки част от градините, е създадена нова сграда на изток, в която впоследствие е настанена Националната библиотека, и към морето, като последната остава незавършена след изграждането на шест отдела с балкони. По време на тези работи частните апартаменти са преместени на втория етаж, а залите на основния етаж са преустроени за представителни цели. Работите приключват през 1858 г., придавайки на двореца окончателния му вид: в допълнение към основните архитекти, през вековете, участват и други, макар и работещи в по-малка степен, като Бартоломео Пикиати, Онофрио Антонио Гизолфи, Фердинандо Санфеличе, Франческо Антонио Пикиати, Луиджи Ванвители и Антонио Николини. Следователно, въпреки множеството фигури, които следват една след друга в изграждането му, комплексът запазва външен вид, подобен на този, даден от първоначалния проект на Доменико Фонтана.
След обединението на Италия (1861) дворецът става резиденция на управляващата Савойска династия, но кралските особи почти не живеят там. През 1869 г. в двореца се ражда Виктор Емануил III Савойски.

### XX и XXI век
През 1919 г. Виктор Емануил III отстъпва сградата на Италианската държава: в този период  вътре е преместена Националната библиотека, докато кралските апартаменти, тези с изглед към почетния двор, са запазени за музейни цели и са отворени за обществеността.
По време на Втората световна война са нанесени големи щети на сградата и на театъра. Англо-американските войски я използват като клуб за социални грижи, докато бомба удря зоната на театъра, разрушавайки тавана. Към щетите от разрушенията са добавени кражби на произведения на изкуството и унищожаването на множество завеси и килими, докато мебелите са пренесени на безопасни места в началото на конфликта и следователно запазени за поколенията.
Реставрационните работи са извършени в периода от 1950 до 1954 г. Картините са възстановени и някои от тях реставрирани, мебелите са подредени, а копринените завеси, първоначално направени в Сан Леучо, са възстановени, използвайки същите стари тъкачни станове и схеми. През 1994 г. седалището на регион Кампания, което е тук от началото на XX век, е окончателно преместено на друго място.
В средата на 2010 г. фасадата е възстановена и някои помещения на Кралския апартамент са пренаредени, включително малкият придворен театър.

## Описание

### Фасада
Главната фасада на Кралския дворец, завършена през 1616 г., е с дължина 169 m и гледа към площад „Плебишито“. До 1843 г. е присъединена към тази на Вицекралския дворец, след което е разрушена, за да  освободи място за днешния площад „Триест и Тренто“. Фасадата е направена от розови теракотени тухли, пиперно (вид магмена скала) и вулканичен камък от Флегрейските полета и има както късноренесансов, така и маниеристичен стил: ренесансовият отпечатък може да бъде открит в наслагването на различни ордери, типични за древните театрални сгради в Рим, като Колизеят или Театърът на Марцел, докато маниеристичният може да се види в модулния дизайн на фасадата – вид композиция, която може да се повтаря безкрайно, без елемент, който да създава начало или край, подобно на горната част, където краят липсва поради липсата на рамка. Тя е разделена вертикално от пиластри, вдъхновени от учението на Витрувий, докато хоризонтално е разделена от низове, които разграничават трите ордера: на приземния етаж е в тосканският, следван от йонийския и накрая е коринтският. 
Долната част първоначално има портици по цялата си дължина: това е новаторски архитектурен избор за времето, пожелан от Фонтана, така че хората да могат да се разхождат и при лошо време. След Неаполитанската революция, предвождана от Мазаниело, и поради структурни проблеми, тъй като колоните претърпяват смачкване, през 1753 г. арките са зазидани по заповед на арх. Луиджи Ванвители. Вътре в новата стена са отворени ниши, в които от 1888 г. са поставени статуите на главните владетели на Неапол, с цел представяне на приемствеността на Савойската династия с неаполитанската история. От ляво надясно могат да бъдат разпознати Роже II Сицилиански от Емилио Франчески, Фридрих II Швабски от Емануеле Каджано, Шарл Анжуйски от Томазо Солари, Алфонсо V Арагонски от Акиле д'Орси, Карл V Хабсбург от Винченцо Джемито, Карлос III на Испания от Рафаеле Белиаци, Жоашен Мюра от Джовани Батиста Амендола и Виктор Емануил II Савойски от Франческо Йераче.

#### Дясна половина
- Роже II Сицилиански
- Фридрих II
- Шарл I Анжуйски
- Алфонсо V Арагонски

#### Лява половина
- Карл V
- Карлос III
- Жоашен Мюра
- Виктор Емануил II

Входният портал се отваря в центъра, маркиран отстрани от две двойни гранитни колони и увенчан с герба на Филип III Хабсбург, вече включен в проекта на Фонтана, за да подчертае обществената полезност на двореца. До него, от всяка страна, има два други герба, подредени симетрично и по-малки по размер, а именно тези на Хуан Алонсо Пиментел де Херера и Педро Фернандес де Кастро, свидетелстващи за изграждането на двореца по време на вицекралския период. Две плочи отбелязват началото на работите, поръчани от Фернандо Руис де Кастро и съпругата му Каталина де Сунига, докато друга възхвалява красотата на сградата: под плочите са поставени до началото на XVIII век две статуи от мазилка, изобразяващи Религия и Справедливост. Между главния портал и балкона е гербът на Савоя. Двете караулни от двете страни на входа са построени в началото на XVIII век. В краищата на фасадата има два по-малки входа, белязани от две прости мраморни колони, които допълнително засилват усещането за неопределеност и изглеждат почти скрити. По протежение на фасадата и в почетния двор има, между приземния и първия етаж, низ от пиперно с метопи и триглифи, изобразяващи гербовете на Дома на Испания и техните притежания в Европа, предимно получени след мира от Като Камбрези от 1559 г.: виждат се замъкът с трите кули на Кастилия, лъвът на задни крака на Леон, змията, поглъщаща дете, която е символ на Миланското херцогство, щитът с четирите вертикални стълба на Арагон, кръстът с четирите глави на маври – символ на Кралство Сардиния и гербовете на Навара, Австрия, Португалия, Гранада и Йерусалим. Прозорците са поставени в здрави рамки – архитектурен елемент, който ще бъде много успешен в Неапол. В горната част на фасадата има шпилове и сфери, премахнати в началото на XIX век, и три едикули, всяка разположена по посока на входа: от тях е останала една – тази с часовникa, в централна позиция.
Фасадата по протежение на улица „Актон“, характеризираща се с висящи градини, е обект на обновяване дълго време, особено през XVIII век, и е завършена през 1843 г. Фасадата с изглед към пл. „Триест и Тренто“ – дело на Гаетано Дженовезе също е завършена през същата година след разрушаването на Вицекралския дворец: тя впоследствие е свързана с Театър „Сан Карло“ от Франческо Гаваудан и Пиетро Джезуе, разрушавайки останките на стара кула. И двете фасади са архитектурно базирани на основната: по-специално втората е с форма на „С“ и помещава градина, наречена „Италия“, тъй като в центъра има статуя, изобразяваща Свободата, създадена от Франческо Либерти през 1861 г. Освен това тази фасада е частично с портик, поддържащ тераса, докато стъклен вход се отваря директно към голямото стълбище, украсено с два чифта гипсови статуи, поставени тук по време на реставрацията на Гаетано Дженовезе и идващи от Палацо дели Студи – копия на „Херкулес Фарнезе“ и „Флора Фарнезе“ от едната страна и на „Минерва“, и на „Пир и Астианакс“ от другата.

### Дворове
В оригиналния проект на Доменико Фонтана в съответствие на трите входа е трябвало да се обособят три двора, свързани помежду им чрез сводести антрета, обаче е построен само този на централния вход – т. нар. „Почетен двор“. Той има квадратна форма, с пет арки от всяка страна, от които централната е по-голяма и със сегментна дъга. На първия етаж е разположена огромна лоджия, първоначално отворена, а след това остъклена с големи прозорци. В ниша в източната част на двора първоначално е имало басейн, но по-късно през 1840 г, той е заменен с фонтан: украсен със статуя на Фортуна, фонтанът е поръчан от Карлос III де Бурбон през 1742 г. и е  построен от Джузепе Канарт, като  първоначално разположен близо до кея. 
С изграждането на новия южен ръкав на двореца между 1758 и 1760 г. са създадени два нови двора: единият е в съответствие с Почетния двор зад него и приема името „Двор на каретите“, а другият е Двор „Белведере“. Въпреки двата различни периода на строителство първият двор, наречен така поради близостта си до навес за карети, е архитектурно подобен на стила, придаден на двореца от Доменико Фонтана, въпреки че все още има елементи на различие, като използването на щукатура на мястото на магмената скала и този на ъгловия пиластър. Дворът има правоъгълна форма, с елипсовиден мраморен басейн в центъра, и е свързан с Почетния двор и с еспланадата на бастионите чрез два обслужващи коридора със сегметна дъга. 
Навесът за карети, построен през 1832 г. от Джачинто Пасаро, заменя този от около век по-рано от Фердинандо Санфеличе, преди всичко по естетически причини, тъй като новият е подравнен с фасадата на сградата в сравнение с предишния, която вместо това следва наклонена линия; това е сводесто помещение с централен гръбнак върху девет дорийски колони, върху които все още могат да се видят червените щитове с короната и монограма на Умберто I Савойски: ритъмът на прозорците е променен от Гаетано Дженовезе през 1837 г. за да бъде адаптиран към нуждите на двора „Белведере“.
Дворът „Белведере“ е роден като крайбрежен двор на първото ядро на двореца и първоначално е имал формата на „С“, затворен от лоджия. Впоследствие е модифициран след изграждането на новите ядра на двореца през XVIII век, с вмъкване на сегментни и полукръгли дъги в източната част. Има още промени между 1837 и 1840 г., когато за достъп до двора е създадена триумфална арка с йонийски и коринтски полуколони във фалшиво пиперно. Дворът е украсен между приземния и първия етаж с дорийска лента с фалшиви метопи и триглифи от пиперно. От двора „Белведере“, характеризиращ се с перспективен коридор, който съчетава гледката към Неаполитанския залив с тази на градините, има достъп до различни зони на сградата: отляво е т. нар. Стълбище на Форестиерите, което води до вестибюла на Историческия апартамент, с ниши, в които са поставени гипсови копия на статуи, принадлежащи към Колекция „Фарнезе“, изложена в Националния археологически музей на Неапол, докато малък мост, рухнал след бомбардировките през Втората световна война и възстановен на същите чугунени опори, го свързва директно с градината на покрива. От двора има достъп до частен апартамент с помпейски декорации, запазен за официалните срещи на Фердинанд II от Двете Сицилии, който по-късно става седалище на Суперинтенденцията,  до мост, който, пресичайки отбранителния ров, се свързва с бастионите на Маскио Анджоино, и до наклон, който води до конюшните.

## Интериор

#### Карта
- ██ Почетно стълбище
- ██ Амбулакър
- ██ Апартамент на краля

1. Придворен театър
2. Първо предверие
3. Малка неокласическа зала
4. Второ предверие
5. Трето предверие
6. Тронна зала
7. Коридор на генерала
8. Зала на посланиците
9. Зала на Мария-Кристина
10. Ораторий
11. Зала на Великия капитан
12. Зала на фламандците
13. Кабинет на краля
29. Зала на телохранителите
- ██ Апартамент на кралицата
14. Четвърти салон на кралицата
15. Трети салон на кралицата
16. Втори салон на кралицата
17. Първи салон на кралицата
18. Второ предверие на кралицата
19. Зала на натюрморта
20. Вестибюл
23. Задна стая
24. Зала на Дон Кихот
25. Задна зала на кралицата
26. Коридор на кралицата
27. Ниша на Мария-Амалия Саксонска
28. Коридор
29. Зала на охраната
34. Будоар на кралицата
- ██ Галерия и Салон на Херкулес

21. Галерия
22. Зала на Херкулес
- ██ Палатински параклис
- ██ Висящи градини

### Почетно стълбище
Първоначално има скромно стълбище с два рампи, дело на Доменико Фонтана. По заповед на вицекраля Иниго Велес де Гевара между 1651 и 1666 г. е построено ново стълбище – дело на Франческо Антонио Пикиати. То е определено през 1729 г. от Монтескьо като най-красивото в Европа и е изобразено на картината на Антонио Доминичи от 1790 г., озаглавена „Кралско стълбище със сватбеното шествие на бурбонските принцеси“. 
След пожара в сградата през 1837 г. е решено да се построи ново стълбище. То е завършено през 1858 г. по проект на Гаетано Дженовезе и е реализирано от Франческо Гавауданː за изграждането си то не само заема пространството на предишното, но и по-голямата част от двора 
Стълбището се намира в северната част на двореца, разположено перпендикулярно на фасадата: помещението, в което се намира, е покрито с различни видове мрамор, идващ от кариерите на Кралството на двете Сицилии като розовият, този от Порто Венере, червеният на Витулано, розовата бреча от Сицилия, този от Мондрагоне и този от Трапани. Помещението е в неокласически стил: първоначално страда от лоша светлина и проблемът е решен през 1843 г. с разрушаването на близкия Вицекралски дворец и с отварянето на големи стъклени прозорци с рамки от желязо и чугун, които заменят серията от сегментни арки, ограничени от стени. Характерно е използването на колони вместо пиластри: сводът е павилионен и е украсен с бели щукатури на сив фон, изобразяващ фестони и гербовете на Кралство Неапол, Кралство Сицилия, Базиликата, Калабрия и на Савойската династия (добавен по-късно). На страничните стени има четири ниши, по две от всяка страна, украсени с гипсови скулптури: двете са „Крепкост“ от Антонио Калѝ и „Справедливост“ от Дженаро Калѝ, а другите две са „Снизхождение“ от Тито Анджелини и „Предпазливост“ от Томазо Сколари. Декорациите са завършени от два барелефа от карарски мрамор, изобразяващи „Победата между Гения на славата и доблестта“ от Салваторе Ирди, и „Славата сред символите на справедливостта, войната, науката, изкуството и индустрията“ от Франческо Либерти, съответно отдясно и отляво.

### Амбулакър
Амбулакърът на първия етаж се състои от четири коридора, които обикалят главния двор: в началото това е отворена лоджия, която по време на реставрацията от XIX век е затворена с големи прозорци; в тази фаза сводовете са украсени с циментова замазка от Гаетано Дженовезе. Залите на кралския апартамент се отварят към амбулакъра: по протежение на първия ръкав, този, който върви успоредно на фасадата на пл. „Плебишито“, се намира малкият дворцов театър и стаите за публиката, а покрай втория са задните стаи на стар частен апартамент, който гледа към висящите градини. В третия, този с източно изложение, са Залата на Херкулес и Кралският параклис. Четвъртият ръкав гледа към голямото стълбище и от него през стъклото може да се види площад „Триест и Тренто“, с изглед в далечината към Чертога „Сан Мартино“. Това разпределение на плана остава непроменено във времето, както е в оригиналния проект на Доменико Фонтана. Вратите на амбулакъра са лакирани в бяло, в неокласически стил, и са построени през 30-те г. на XIX век.

### Апартамент на краля
Кралският апартамент се намира на Благородническия етаж (белетаж). От 1660 до 1734 г. е използван като представително място на испанските и австрийските вицекрале на Неапол. От 1734 до 1860 г. е частен и обществен апартамент на Бурбоните и с обединението на Италия е апартамент на Саreйското кралско семейство. След като през 1919 г. става част от Държавния институт за антики и изкуство, апартаментът е отворен за обществеността, докато неговият музеен аспект се дължи на възстановителните дейности, извършени след Втората световна война. Оформлението на залите остава почти непокътнато и е както след последното подреждане, извършено през периода на Бурбоните и описано в савойските архиви от 1874 г. Вътрешните декорации на залите обикновено проследяват живота на различните видни личности от династиите, които са ги обитавали, като се придържат към вкуса и модата на периода, в който са направени. Картините в залите са предимно от Северната и Европейската школа, към които са добавени и някои неаполитански художници. Те идват от Колекция „Фарнезе“, от колекциите на Бурбоните, като например платната на Караваджистите от XVII век, закупени в началото на XIX век, или нидерландските портрети, закупени от Доменико Венути от Фердинанд I от Двете Сицилии, и от неаполитанските църкви, които са били затворени. Все пак дворецът не може да се похвали с истинска колекция, а само с отделни творби, тъй като през годините множество произведения, по нареждане както на Бурбоните, така и на Савоя, са прехвърлени в други музеи, като този на Каподимонте, заедно с Кралската оръжейна палата и порцеланите, или в Националния археологически музей, или пък в сгради, в които се помещават публични органи. Мебелите в стил Рококо и Барок са изработени от неаполитански майстори на мебели между XVIII и XIX век или донесени от Франция по време на престоя на Жоашен Мюра в Неапол, заедно с килими и гоблени, някои от които са изтъкани от Кралската фабрика за гоблени в Неапол. Оцелели са голям брой ръчно изработени предмети: това са порцеланови предмети, особено от Севър, часовници, бронзови и мраморни скулптури и произведения от полускъпоценни камъни. За достъп до покоите на краля са били използвани сребърни и златни ключове, съхранявани от камерхерите: няколко от тях се намират в Градския музей „Гаетано Филанджиери“ в Неапол.

#### Зала I. Придворен театър
Зала I. Придворният театър е построен през 1768 г. по случай сватбата между Фердинанд I и Мария-Каролина Хабсбург-Лотарингска. Създаден от Фердинандо Фуга в древната Кралска зала, той е сериозно повреден през Втората световна война. Сцената е оригинална от XVIII век, докато сцената и таванът със стенописи – дело на Франческо Галанте, Алберто Кианконе, Винченцо Киардо и Антонио Брешани, са преустроени през 50-те години: те продължават темата на оригиналните фрески на Антонио Доминичи и Крешенцо Ла Гамба. Покрай стените, с изключение на тази, заета от сцената, в нишите има статуи на Анджело Вива, изобразяващи Минерва, Меркурий, Аполон и деветте музи.

#### Зала II. Първо предверие
Първото предверие или Дипломатическата зала се нарича така, защото в тази зала дипломатическите делегации са изчаквали, преди да бъдат приети от краля.
Цялата зала е в стил Барок. Таванът с павилионен свод е изграден и изографисан между 1737 и 1738 г. – периодът, в който Карлос III се жени за Мария-Амалия Саксонска. Стенописите по него са дело на Франческо Де Мура, базирани на дизайн на Винченцо Ре, и изобразяват „Кралският гений и добродетелите на краля и кралицата“ (това са силата на духа, справедливостта, милосърдието и великодушието за краля и лоялността, благоразумието, доблестта и красотата за кралицата), „Хименей, бог на брака, който прогонва злобата“, и от четирите страни „Алегория на четвъртите части на света“, монохромно, на златен фон . По стените има два гоблена на Манифактурата в Гоблен – подарък от апостолическия нунций към двора на Неапол през 1719 г. и възхваляващи Краля Слънце, представен чрез Алегория на елементите.
Мебелите са от 1862 г. и са дело на Пиетро Келони, а табуретките са от 1815 г. Фрагмент от старата украса на свода, в маниеристичен стил и датиращ от около 1620 г., е изложен на статив. Вратите се приписват на работилницата на Антонио Доминичи, направени са между 1774 и 1776 г. и са нарисувани с темпера на златен фон.

#### Зала III. Малка неокласическа зала
Неокласическата зала се нарича така поради стила, в ясен неокласически вкус, в който е декорирана по проект на Гаетано Дженовезе. По стените има различни картини, включително „Голямото стълбище на Кралския дворец със заминаването на бурбонските принцеси след сватбата“ от Антонио Доминичи и „Кралският параклис на Неапол със сватбата на Мария Тереза и Мария Луиза Бурбон с Франц II Хабсбург и Фердинанд III Лотаригски“ – събитие, отбелязано на 12 август 1790 г., както и няколко картини с темпера върху хартия, принадлежащи на Мария-Исабела Бурбон-Испанска и дело на Антон Хартингер и Франц Ксавер Петер. В нишата на екседрата има мраморна статуя от 1841 г. на Джовани Де Крешенцо, изобразяваща крилата нимфа.

#### Зала IV. Второ предверие
Във Второто предверие е запазен оригиналният стенопис на тавана, датиращ от периода на испанските вицекрале, управлявали Неапол. В маниеристичен стил творбата изобразява успехите на испанците, по-специално славата на Алфонсо V Арагонски – същата тема, която се среща в някои римски дворци, построени от самия Доменико Фонтана за папа Сикст V. Стенописите – дело на Белизарио Коренцио от около 1622 г. изобразяват последователно „Алфонсо влиза в Неапол“, „Лекарство за изкуствата и литературата“, „Град Генуа предлага ключовете на Алфонсо Великодушни“, „Връчването на ордена на Златното руно и кралската инвеститура на Алфонсо“.
По стените има картини от XVII век като „Обличането на Свети Аспрен“ – дело на Масимо Станционе. В залата има конзола, произведена в Неапол през 1780 г., фотьойли и огледала от XIX век в стил Ампир, донесени от Жоашен Мюра, вази, часовници и канделабри от бронз, изработени от Пиер-Филип Томир, и китайски порцеланови вази от XIX век – подарък на Фердинанд II от руския цар Николай I по случай посещението му в Неапол през 1845 г.

#### Зала V. Трето предверие
Третото предверие е обзаведено с мебели, конзоли и огледала в стил Барок и Рококо, френски порцеланови вази от XIX век, украсени с библейски фигури и помпейски танцьори – дело на Рафаеле Джовине, който рисува две други вази, от 1842 г., направени в Севър, поставени на малки колони и украсени със сцени и флорални мотиви.
Стените са украсени с поредица от неаполитански гоблени, като „Похищението на Прозерпина“, изработен през 1762 г. от Пиетро Дуранти, „Глава на старец“ и „Глава на старица“ – дело на Себастиано Пиерони, „Портрет на млади жени със синьо наметало“ – дело на Антонио Рисполи и „Фигура на жена с висящи обеци“ от Гаетано Льори. Картините „Портрет на дама“ от Никола Лание и „Лот и дъщерите“ на Масимо Станционе допълват интериора.
Таванът на залата е украсен със стенописа „Палада, която коронясва Верността“, нарисуван през 1818 г от Джузепе Камарано, създаден малко след триумфалното завръщане на Фердинанд I на трона на Двете Сицилии, от което се вдъхновява творбата.

#### Зала VI. Тронна зала
Обликът на Тронната зала е променян много пъти, в зависимост от модата и желанията на всеки нов крал на Неаполитанското кралство.
Таванът е украсен с поредица от женски фигури с корони, изобразяващи „Четиринадесетте провинции“ и „Почетните награди на Кралството на двете Сицилии“. Декорацията е допълнена от щукатурите по проект на Антонио Де Симоне и е дело на Валерио Виляреале и Доменико Мазучи.
С времето е унищожена тапицерията на стените от червено кадифе, избродирано с хералдически лилии, а на нейно място са изложени картини с ликовете на кралските особи обитавали дворецаː „Фердинанд I, посвещаващ оброчната базилика на Свети Франциск от Паола“ от Винченцо Камучини, „Фердинанд IV и Мария-Каролина Австрийска“ от Франческо Саверио Кандидо, създадена около 1790 г., и поредица от портрети, рисувани от Джузепе Бонито,  изобразяващи посланиците на Турция и Триполи, пристигащи в Неапол между 1740 и 1741 г., за да уговорят политически и търговски договори за възобновяване на търговията в Средиземно море, а също и „Мария Антония Баварска и принцеси“, нарисувани с пастел, и „Саксонски курфюрсти“ – реплика от XVIII век от Антон Рафаел Менгс.
Характерен за залата е тронът в стил Ампир от 1850 г. в резбовано и позлатено дърво, украсен с елементи, които се отнасят до Реставрацията на Бурбоните, като подлакътници във формата на лъв като скулптурен ефект или розетките, появяващи се и на трона на Наполеон Бонапарт, проектиран от Шарл Персие и Пиер-Франсоа-Леонар Фонтен, или този в Версайския дворец, съхраняван в Музея „Виктория и Албърт“ в Лондон. Тронът е заобиколен от балдахин от XVIII век в пурпурно кадифе и златни нишки, украсен с тъкани панделки, който идва от Норманския дворец в Палермо. На върха на трона има орел и савойският герб от периода след обединението на Италия.
Мебелите в стил Ампир са неаполитанско производство и са изработени около 1840 г., включително трите стола, изработени от позлатено дърво и тапицирани с амарантово кадифе. Четири факлодържача в стил „Империя“, направени в Саргъмин, разположени в ъглите на стаята, датират от френското десетилетие (1806-1815).

#### Зала VII. Коридор на генерала
До него се стига през коридор, украсен с бяла и златна щукатура от Тронната зала. Той е подреден между 1841 и 1845 г. в неокласически стил. Сред изложените картини са „Житие на Юдит“ от Томазо Де Виво, картини на свещени теми от неаполитански художници и една от Франсоа-Мариус Гране. Има и статуя от махагоново дърво и бронз,  принадлежала на Каролина Бонапарт, изобразяваща „Психея“ и дело на Томир. Мебелите се състоят от английска табуретка от XVIII век, с лъвски лапи и предно украсена с репродукции на черупки.

#### Зала VIII. Зала на посланиците
Първоначално залата е била коридор, свързващ залите за прием и частните стаи, наречена Голямата галерия, където са били съхранявани множество картини. След решението на Фердинанд II да прехвърли през 1832 г. творбите в Музея на Бурбоните, залата е била използвана като приемна, приемайки името „Зала на посланиците“. Таванът е разделен на четиринадесет отделения, разделени от рамки с позлатена щукатура, и осеяни с гербове, в които са изписани славата на Испанския кралски дом и епизоди от живота на Фердинанд I Арагонски: „Заминаването на Мариана Австрийска от Финале Лигуре“, „Влизането на Мариана Австрийска в Мадрид“, „Бракът на Мариана Австрийска с Филип III от Испания“, „Войната срещу Луи XII от Франция“, „Испанците спасяват Генуа, обсадена от французите“, „Войната срещу Алфонсо Португалски“, „Битката срещу маврите в планините Алпуксарас“, „Битката срещу маврите на Гранада“, „Завладяване на Канарските острови“, „Триумфалното влизане на Фердинанд I Арагонски в Барселона“, „Изгонване на евреите от Испания“, „Клетва за вярност на сицилианците към Фердинанд I“, „Откриването на Новия свят и срещата на Свети Франциск от Паола с Фердинанд I Арагонски“. Тези картини, създадени през третото десетилетие на XVII век, се приписват на Белизарио Коренцио и неговата работилница с помощта на Онофрио и Андреа Де Лионе, с изключение на тези, посветени на Мариана Австрийска, приписвани на Масимо Станционе, създадени след 1640 г. Гербовете на Бурбоните са поставени в четирите ъгъла на тавана, въпреки че по време на реставрационните работи емблемите на Фернандо Руис де Кастро, който поръчва работата, се появяват отново под тях. Стените съдържат серия от гоблени: два от Луи Ови дьо ла Турː „Алегория на морето“ и „Алегория на Земята“, докато други два са направени от Манифактурата в Гоблен на тема „Житие на Анри IV“, датират от 1790 г. и са закупени като прототипи за поредица от гоблени, които да бъдат изтъкани в Неапол и предназначени за кралското имение „Кардитело“. Сред мебелите изпъква конзола в стил Ампир от 1840 г., върху която са поставени два часовника от епохата на Наполеон, украсени съответно с „Алегория на времето“ и „Гения на изкуствата“.
От Залата на посланиците се преминава към поредица от зали с изглед към морето: оттук първоначално е било възможно да се стигне до сградата, наречена Белведере, разрушена по време на ремонтните работи от Дженовезе, и до висящата градина. Залите с изглед към морето са частни, но с възцаряването на Фердинанд II те са превърнати в парадни зали и частните апартаменти се преместват на горния етаж.

#### Зала IX. Зала на Мария Кристина
Мария Кристина е първата съпруга на Фердинанд II. Залата също е запомнена с името „Стая, където се облича кралят“, тъй като първоначално е била личната стая на Карлос III и след това на Фердинанд  II. Още през XIX век губи частната си функция, превръщайки се в представителна зала с името „Зала на министрите“. С изглед към висящата градина и следователно към морето, стаята претърпява значителни щети по време на Втората световна война, когато след американската окупация тя губи живописната украса на тавана, където е изрисувана „Аврора“ от Франческо де Мура, датираща от 1765 г. Картините, които украсяват залата, са със свещени сюжети и датират от XVI и XVII век, като „Мадоната с Младенеца“ и „Мадоната с Младенеца и Свети Йоан“, приписвани на Педро де Рубиалес и вдъхновени от Филипино Липи, „Обрязването на Исус“ от школата на Иполито Скарсела и „Клането на младенците“ от Андреа Вакаро.
Мебелите датират от 1840 г. и сред обзавеждането има две порцеланови вази от Манифактурата в Севър, украсени от Жан-Батист-Габриел Лангласе със „Сезоните“ и подарък от Мария Каролина Бурбон-Двете Сицилии на Франциск I през 1830 г., както и два часовника, единият от 1795 г. с изображение на „Африканска жена“, а другият с „Жан II дьо Валоа и Филип Храбри“.

#### Зала X. Ораторий
Ораторият е малка стая, която се отваря до Залата на Мария Кристина: по стените са изложени пет платна от 1760 г., съхранявани преди това в Кралския параклис на Дворец „Каподимонте“, като всичките имат за тема „Рождество Христово“ и са дело на Франческо Лиани, придворен художник по време на управлението на Карлос III де Бурбон. В центъра на залата се намира дървен олтар от XIX век и на гърба му има посребрен меден саркофаг с останките на Мария Кристина Савойска. Тя умира през 1836 г. при раждането на Франциск II от Двете Сицилии и е погребана в базиликата „Санта Киара“: в този период е и беатифицирана.

#### Зала XI. Зала на Великия капитан
Нарича се така заради цикъла от фрески „Историите на Консалво от Кордоба“ от Батистело Карачоло на павилионния свод, чиято тема е епизодите от испанското завладяване на Кралство Неапол от Гонсало Фернандес де Кордоба, наричан „Великият капитан“. Картините, изложени по стените, идват от Колекция „Фарнезе“ и по-специално: „Пиер Луиджи Фарнезе“, приписвана на Тициан, поредица от фигуративни епиграми на Ото ван Веен и гоблен с „Алегорията на целомъдрието“, идващ от разрушената сграда Белведере и по-точно от кралското легло в спалнята, изтъкан през 1766 г. от вълна и коприна с вплетени сребърни и позлатени сребърни нишки; той е по идея на Луиджи Ванвители и Фердинандо Фуга, подготвителнният картон е дело на Франческо Де Мура, а самият гоблен е дело на Пиетро Дуранти. Мебелите датират от XVIII век – период, в който залата е превърната в будоар, с конзоли и дивани в стил „Луи XVI“, дело на неаполитански занаятчии.

#### Зала XII. Зала на фламандците
В неоготически стил, тя има таван, украсен със стенописи, създадени по време на разширителните работи на двореца между 1838 и 1858 г.: произведението „Танкред отнася Костанца до император Ариго VI“ е от Дженаро Малдарели. Нарисувано през 1840 г., то е заобиколено от гербовете на четирите неаполитански провинции. 
Залата се нарича така заради многобройните картини на фламандски майстори, които я украсяват: датиращи от XVII век, те са закупени от Доменико Венути за Фердинанд I от Двете Сицилии през 1802 г. в Рим. Сред изложените творби са „Портрет на флейтист“ от Алексис Гриму, „Портрет на благородник“ от Бартоломеус ван дер Хелст, „Портрет на девойка“ от Лудолф де Йонг, „Скъперници“ от Маринус ван Реймерсвале, която идва от Колекция „Фарнезе“, „Жена-каноник“ от Николас Мас, „Портрет на Оливър Кромуел“ от неизвестен фламандец от XVIII век, „Портрет на благородник“, „Портрет на благородничка“ и „Портрет на магистрат“, всичките от Абрахам ван ден Темпел, и „Портрет на кардинал“, приписван на Джован Батиста Гаули.
Сред обзавеждането са часовник от 1730 г. на Шарл Клей с метална ролка вътре,  активираща малък орган, който чрез затваряне и отваряне на тръбите може да произведе десет различни музикални произведения; кашпа с клетка за птици, изработени от Попов от Горбуново в Москва, с изгледи на руските резиденции, дарени на Фердинанд II по време на пътуването на цар Николай I до Неапол през 1846 г.

#### Зала XIII. Кабинет на краля
Кабинетът на краля е с таван, боядисан с темпера върху мазилка, изобразяващ „Дебаркирането на Роже Нормански в Отранто“ от Дженаро Малдарели. Мебелите, произведени по време на епохата на Жоашен Мюра, се състоят от бюро, шкаф и bonheur du jòur, поръчани на Адам Вайсвайлер от Париж и първоначално са предназначени за наполеоновата резиденция „Квиринал“ в Рим, преди да бъдат продадени на Каролина Бонапарт за Неаполитанското кралство. Мебелите са украсени с бронзови апликации от Пиер-Филип Томир. Сред обзавеждането има две порцеланови вази от Севър от 1817 г., украсени с портрети на Луи XVIII от Франция и Шарл, граф на Артоа, украсени с хералдически лилии и други символи на Реставрацията на Бурбоните – подарък от Франция на Бурбоните. Има и френски часовник и барометър от 1812 г., както и библиотечка, оцеляла от Кралската библиотека, която е била до Националната библиотека в източното крило на двореца между 1920 и 1925 г.

#### Зала XXIX. Зала на телохранителите
Залата е украсена с гоблен, изобразяващ „Невинността“ – един от първите, изтъкан от Кралската фабрика за гоблени в Неапол, и с цикъла гоблени „Алегория на елементите“, изтъкан между 1740 и 1746 г.,вдъхновен от голбените на фабриката за гоблени „Грандукале“ във Флоренция. Мебелите са от епохата на Жоашен Мюра и вклюват: столове с крака с кръстосани мечове, часовник от Бели със скулптура от 1812 г. от Пиер-Филип Томир, изобразяваща „Размисъла“, и, на конзола – восъчен бюст на кралица Мария Каролина Австрийска.

### Апартамент на кралицата

#### Зала XIV. Четвърти салон на кралицата
Декорациите на тавана са дело на Джовани Батиста Натали в класически рококо стил и датират от времето на управлението на Карлос III де Бурбон: става въпрос за щукатури в бяло и златисто с добавяне на фигури като гълъби – символ на съпружеска вярност, купидони, стрелящи със стрелите на любовта, грифони и вази с цветя. По стените има картини от Неаполитанската школа от XVII и XVIII век, включително „Орфей и вакханките“ и „Срещата на Рахил и Яков“ от Андреа Вакаро, и две платна на Лука Джордано от църквата „Санта Мария дел Пианто“.
Мебелите са поръчани от Гаетано Дженовезе на местни занаятчии между 1840 и 1841 г. по време на трансформацията на залата в апартамента на кралицата. На камината има английски часовник с музикална кутия от XVIII век, докато плотът на масата е от полускъпоценни камъни, създаден е от Фабриката за твърди камъни във Флоренция и е  подарък от Леополд II от Тоскана на Франциск I.

#### Зала XV. Трети салон на кралицата
Създадена е през 1840 г., тъй като преди това е била лична стая на Карлос III де Бурбон: точно на неговото управление, в периода преди заминаването му за Испания през 1759 г. се дължи декорациите на тавана, в бяла и златна щукатура, с изображения на оръжейни трофеи, шлемове, щандарти и алебарди. Залата се нарича още Зала на пейзажите, тъй като са изложени картини от XVI до XIX век, които имат за тема пейзажи; сред художниците са Питер Мюлиер, Антонио Йоли и неговите изображения на испанските кралски дворци, Якоб Филип Хакерт и неговите летописни картини, Хорас Гревенброк с „Морски пристанища“, Аниело де Алойзио с „Полагането на първия камък на църквата „Свети Франциск от Паола““ и Паоло Албертис с „Влизането в Неапол на Фердинанд I“.
Мебелите датират от 1840 г. и са в неокласически стил, както и камината, която напомня иконографията на мозайката на Къщата на фавъна в Помпей, изобразяваща битката между Дарий и Александър В центъра на залата има масичка от мрамор и камъни от Джовани Батиста Кали с изображението на Неапол от морето и Фердинанд II във военни дрехи .

#### Зала XVI. Втори салон на кралицата
Залата запазва непокътната таванната украса, датираща от XVIII век, в бяла и златна щукатура в стил Рококо. По стените има картини като „Венера, Купидон и сатир“ и „Битката при Орацио Коклите“ от Лука Джордано, датираща от бароковата фаза на художника, „Персей и Андромеда“ и „Изнасилването на Европа“ от Иларио Сполверини, две изображения на битки от Пиетро Грациани, „Фантастично корабокрушение“ от Леонардо Кокоранте и две платна на една и съща тема – „Ноктюрно с огъня на Троя“, приписвани на Диего Перейра. Мебелите от резбовано дърво датират от обзавеждането, поръчано от Савойската династия в края на XIX век, докато мраморната камина е от епохата на Гаетано Дженовезе.

#### Зала XVII. Първи салон на кралицата
Таванът е създаден по време на реставрационните работи на двореца, извършени от Гаетано Дженовезе. По стените има картини от XVII век от Италианската школа, които напомнят за караваджизма, и от Европейската школа, принадлежащи към античната колекция на дворецаː „Завръщането на блудния син“ от Матия Прети, „Орфей“ от Герит ван Хонтхорст, „Свети Йероним“ от Гуерчино от 1640 г., „Диспут на Исус сред лекарите“ от Джовани Антонио Гали. Мебелите неаполитанско производство се състоят от доста голям диван и от конзола в бяло и златно, поръчана по време на савойската реорганизация: има и френски часовник, украсен с порцеланова статуя на Мария Стюарт от около 1840 г.

#### Зала XVIII. Второ предверие на кралицата
Белите и златни декорации от щукатура на тавана датират от периода на Фердинанд II, докато мебелите са от епохата на Жоашен Мюра, от неаполитанска изработка. Характерна е китайска ваза от XVIII век. . Картините, изложени в залата, принадлежат към Колекция „Фарнезе“ и са предимно от емилиански художници от XVII век: „Свети Йоаким и Света Ана при Златната порта на Йерусалим“ и „Дюкянът на Свети Йосиф“, и двете от Бартоломео Скедони, вероятно идват от църквата „Свети Франциск“ в Пиаченца, „Сънят на Свети Йосиф“ от Гуерчино, „Мадоната с Младенеца и светите Августин и Доминик“ от Джовани Ланфранко, „Свети Матей и ангелът“ от Камило Гавасети и „Видението на Свети Ромуалд“ от Пиер Франческо Мола.

#### Зала XIX. Зала на натюрморта
Първоначално Първо предверие на личния апартамент на кралицата, впоследствие залата взима настоящето си име от темата, застъпена в картините в нея. Става въпрос за произведения, датиращи от XVIII и XIX век, изобразяващи натюрморти – жанр, много разпространен в Неапол, и идващи от провинциалните къщи и ловните хижи на кралските семейства на Бурбоните. Сред творбите вляво са „Натюрморт с папагал и заек“ от Джовани Паоло Кастели, два „Натюрморти с цветя и плодове“ от Гаетано Кузати, „Натюрморт с петел“ от Балдасар де Каро, „Ваза с цветя“ от Мансу Дубюисон, „Натюрморт с поставка за сладкиши и цветя“ и „Плодове с калаена ваза“ от анонимен; вдясно: „Натюрморт с алегория на Флора и херувими“ от Гаетано Кузати, „Риба, ракообразни и черупки в пейзаж“, „Маса със селски сладкиш, чиния с макарони с ренде и парче сирене“ от Джакомо Нани, „Натюрморт с дивеч, пържоли и чиния с жълтъци“ на Скартелато. Мебелите се състоят от конзоли в стил Неаполитанска империя от XIX век, порцеланови вази от Севър в стил Рококо и масичка за кафе.

#### Зала XX. Вестибюл
Това е зала с формата на екседра, в неокласически стил, украсена с колони и пиластри и директно свързана със Стълбището на форестиерите, като води до Етикетния апартамент на кралицата. Оформлението на помещението датира от периода около 1860 г. от Гаетано Дженовезе: сводът е бяла щукатура, а по стените има четири ниши, в които са разположени гипсови статуи, копия на римски статуи. Изложени са също поредица от гравюри, които преработват винетки на гръцките вази, принадлежали на английския посланик в Неапол Уилям Хамилтън, създадени от Йохан Хайнрих Вилхелм Тишбайн между 1791 и 1795 г., и три темперни картини от 1757 и 1792 г., които възпроизвеждат картини, намерени в археологически разкопки на Херкулан, използвани като подготвителни изображения за тома „Изложение на античността на Херкулан“. Сред мебелите, в стил Бидермайер, е малка масичка от бронз и мрамор, украсена със сатири, държащи миди, заменили медальоните с портрета на кралското семейство вътре. Те са вдъхновени от откритите при разкопките на Помпей и са подарък от кралица Мария-Исабела Бурбон-Испанска на Франциск I за рождения му ден на 4 октомври 1827 г. Има и астрономически часовник във формата на малък храм, френски часовник от епохата на Наполеон с емайли от Кото, бронзов бюст на име „Антиной като Дионис“ от Гулиелмо Дела Порта върху конзола и две мрамори скулптури: Roma Aeterna – дело на Пиетро Тенерани и „Ахил с шлем“.

#### Зала XXIII. Задна стая
Има таван в неокласически стил, базиран на проекти на Дженовезе. По стените са изложени шест платна на Франческо Челебрано, идващи от двореца „Кардитело“, имащи за тема сезоните и полската работа. Мебелите са в бароков стил, изцяло неаполитанска изработка. В центъра на залата има въртящ се щанд, създаден от Джовани Улдрих през 1792 г., характерен за манастирите: първоначално е в библиотеката и е използван от Мария Каролина; той позволява няколко книги да бъдат разглеждани едновременно, поставени върху осем висящи нива, които могат да се доближат до бюрото чрез завъртане на манивелата.

#### Зала XXIV. Зала на Дон Кихот
Залата е посветена на Дон Кихот: вътре има деветнадесет подготвителни платна, от тридесет и осем създадени, с тема „Истории на Дон Кихот“, рисувани от придворни художници като Джузепе Бонито, Бенедето Торе, Джовани Батиста Роси, Антонио Доминичи и Антонио Гуастаферо. Рисунките над вратите и крилата са създадени от Гаетано Магри, Орландо Филипини и Джузепе Брачи. Тези произведения служат като модели за поредица от гоблени, поръчани от Карлос III, изтъкани между 1758 и 1779 г. от Кралската фабрика на Неапол, по-точно от Пиетро Дуранти, за спалнята на краля в двореца в Казерта и впоследствие пренесени в двореца Квиринал в Рим. Работата е необходима за завършване на друга серия от гоблени, направени от Манифактурата в Гоблен на същата тема, закупени от краля и датиращи от 30-те г. на XIX век. Мебелите датират от първите петнадесет години на XIX век и включват две порцеланови вази от Севър, украсени от Етиен Льо Гей с „Алегория на музиката и танца“ от 1822 г., и 
повдигнат централен елемент от порцелан и позлатен месинг, украсен в основата с малка плоча, нарисувана от Рафаеле Йовине, с дворците на Неапол, Каподимонте и Казерта, дарени на Фердинанд I от Oбщината на Неапол по повод отстъпването на конституцията през 1848 г.

#### Зала XXV. Задна стая на кралицата
Това е задна стая, въпреки че първоначално е била част от частния апартамент на кралица Мария Амалия.  Таванът има украса в бяла позлатена мрежова щукатура, датираща от втората половина на XVIII век. По стените има платна на художници, активни в Неапол през XIX век, чиято тема са пейзажи и сцени, като „Флота“ от Салваторе Фрегола, представена в три примера, „Площад „Сан Марко““ от Франс Вервлоет от 1837 г., „Тасо в манастира Свети Онофрий“ и „Смъртта на Тасо“ – и двете от Франц Лудвиг Кател от 1834 г., „Пейзаж със замък“ от Акиле Карило, „Малки рибари“ от Орест Кипренски от 1829 г. и поредица от платна на Паскуале Матей, които документират аспекти от фолклора и историята на регионите на Кралство Неапол. В допълнение към картините има и поредица от гоблени като този, изобразяващ „Невинността“ от Пиетро Дуранти върху подготвителен картон от Джузепе Бонито, и по-стари тъкани, изработени от Кралската фабрика за гоблени между 1746 и 1750 г., като „Алегория на въздуха, водата и земята“ на Доменико Дел Рос, базирани както по техника, така и по теми на Фабриката за гоблени на Великия херцог във Флоренция. Мебелите са съставени от предмети за обзавеждане от ателието на Палат „Монятели ди Монтелеоне“, дарени на Кралския дворец през 1993 г. по волята на Никола Януци и Олга Гереро де Балде: то се състои от бюро и библиотека от френска манифактура от 1830 г., принадлежала на Рене-Илари Дега, и „Портрет на Терез-Аурор Дега“ от Жозеф-Бонифас Франк. Към това се добавят английските конзоли от XVIII век, боядисани в бяло и златно, и столовете с кози крака, датиращи от периода на Жоашен Мюра. Сред обзавеждането е восъчен бюст на Мария-Каролина Хабсбург, приписван на Йозеф фон Дейм.

#### Зала XXVI. Първи коридор
Първият коридор, със залите на кралицата отстрани, през XIX век се превръща в задна стая, използвана като параклис: през 1990 г., по време на реставрация, която възстановява древните му форми, фалшивият таван е премахнат, извеждайки наяве фреска, изобразяваща „Алегорията на брачния съюз“, нарисувана по случай сватбата между Карлос III де Бурбон и Мария-Амалия Саксонска през 1738 г. – дело на Доменико Антонио Вакаро. В маниеристичен и рококо стил, работата е покрита около 1837 г., когато частните зали са преместени на втория етаж. Картините са с литературни и романтични сюжети, като „Адът на Данте“ от Томазо де Виво и „Тасо в Соренто“ от Бениамино де Франческо. Сред мебелите има малка масичка в инкрустация от Соренто.

#### Зала XXVII. Ниша на Мария-Амалия Саксонска
Комуникира директно с коридорите и спалнята: таванът е декориран през XIX век с щукатури, покриващи предишните фрески, създадени през 1739 г. от Никола Мария Роси. Различните картини, изложени в залата, обикновено се занимават с вид наративна картина на неаполитанските обичаи: „Двама рибари“ от Орест Кипренски,  представени на Неаполитанската изложба от 1829 г., „Ранена бандитка“ от Луиджи Роко от 1837 г., „Великденска благословия“ от Рафаеле Д'Аурия и „Спящ рибар“ от Салваторе Кастелано.

#### Зала XXVIII. Коридор
Залата е коридор.

#### Зала XXXIV. Будоар на кралицата
С разрушаването на фалшивия таван е извадена наяве фреска, изобразяваща „Радостта на кралското величество с мир, богатство и господство“ от Доменико Антонио Вакаро. По стените има поредица от малки китайски акварели, нарисувани в Кантон в средата на XVIII век, първоначално изложени в кралската вила Фаворита в Херкулан и пристигнали в Неапол може би под формата на албуми: рисунките възпроизвеждат темите, разгледани в китайския текст Gengzhitu, като отглеждане на ориз, производство на порцелан, производство на коприна. Освен това има изображения на „Китайски мандарин“ и на дама в реален размер – дело на Лоренцо Джусто от 1797 г., също от Вила Фаворита. Сред обзавеждането са камерни саксии и тоалетки, метрични фигури от Царската печатница, фрагменти от подова настилка, бюро от гранит и мрамор с елипсовидна форма и маса от порфир.

### Зала XXI. Галерия
Залата гледа директно към Двора на каретите: огледалата по стените са поставени в пиластри в неокласически стил, докато мебелите се състоят от конзоли от края на XVIII век в бяло и златно, и от фотьойли, датиращи от френското десетилетие (1806-1815), както и от фигура за маса от позлатен бронз и от френски порцелан от XIX век.

### Зала XXII. Салон на Херкулес
Тази зала първоначално е била наричана Зала на Вицекралете, тъй като в нея са се помещавали портретите на различните вицекрале, рисувани от неаполитанските художници Масимо Станционе и Паоло Де Матейс. По-късно е трансформирана в Бална зала, а при управлението на Жоашен Мюра е преименувана в Зала на Херкулес. Наречена е така, защото в залата са били разполижени гипсови копия на статуите от Колекция „Фарнезе“, сред които и на Херкулес Фарнезе.
При управлението на Савойската династия залата е реконструирана и придобива нов вид. През 1956 г. ,при отстраняване на щетите, нанесени от бомбардировките при Втората световна война, е предприета реконструкция на тавана.
Декорацията по стените е от поредица гоблени в стил Рококо и в неокласически стил, поставени на място в края на XIX век и произведени между 1783 и 1789 г. от Кралската фабрика в Неапол на тема „Историите за Амур и Психея“, вдъхновен от баснята на Апулей и създаден от Пиетро Дуранти върху подготвителни картони от Феделе и Алесандро Фискети. Подът е покрит до голяма степен с килим френско производство от втората половина на XVII век и вече описан в описа на мебелите на Луи XIV, донесен в Неапол от Жоашен Мюра; включва декорации от растителни и животински елементи, към които са добавени четирите части на света и емблемите на Франция и на Навара.
Конзолите в неокласически стил идват от предверията. Има и часовник, украсен с „Атлас, който държи земното кълбо“ – дело на Исак Тюре, и кутия от Андре-Шарл Бул, зелена порцеланова ваза от Севър с винетка, изобразяваща „Омир сред грънчарите на Само“ от Антоан Беранже и дарена на Франциск I през 1830 г., и две вази от 1847 г. от Мануфактурата в Лимож, рисувани в Неапол от Рафаеле Йовине, с винетки, илюстриращи момента на абдикацията на Карлос III де Бурбон в полза на Фердинанд IV.

### Зала XXX. Палатински параклис
Палатинският параклис, наричан още Кралски параклис на Успение Богородично, е построен през 1643 г. от Франческо Антонио Пикиати и е завършен през 1644 г., когато е посветен на Успение Богородично. Използван както за религиозни празненства на кралските особи, така и като седалище на Неаполитанската музикална школа, той е реставриран няколко пъти както в края на XVII век, така и през XIX век. Силно повреден по време на Втората световна война, той става неосветен и е използван като място за показване на свещените одежди, събрани преди това в сакристията.
Параклисът е еднокорабен с по три параклиса от всяка страна. Щукатурите и живописните декорации са дело на художници от престижната по онова време Академия за изящни изкуства в Неапол, включително Доменико Морели. Главният олтар идва от църквата „Санта Тереза дели Скалци“ и е направен от полускъпоценни камъни.
В параклиса се помещава Презепе (рождественска сцена), съставена от над триста фигурки, датиращи от XVIII и XIX век, докато влизането е разрешено през дървена врата от XVI век от стария Вицекралски дворец.

### Градини
Градината на Кралския дворец е онова, което е останало от старите градини на Вицекралския дворец. Тя е създадена през 1842 г. от германския ботаник Фридрих Денхард, оползотвирявайки пространството, създадено след разрушаването на някои сгради, използвани като конюшни между Кралския дворец и крепостта Кастел Нуово. Градината е защитена от новото крило на двореца, наречено Порчелана, тъй като първоначално в него се е помещавала фабрика за порцелан, преместена впоследствие в Каподимонте, и то е било използвано като жилище за инфантите на Бурбоните и впоследствие като място за Националната библиотека.
Градината разполага с цветни лехи, като растенията варират между местни и други екзотични видове, като Ficus macrophylla, Strelitzia nicolai, Persea indica, Pinus canariensis, Magnolia grandiflora, Jacaranda mimosifolia и Cycas revoluta, маркирани с етикети, показващи датата на засаждане.
Цялата градина е заобиколена от порта със златни върхове на копия. Близо до входната порта през 1924 г. Камило Гуера създава стълбище
във формата на екседра, за да осигури на Националната библиотека независим вход. Входът отстрани е украсен с две бронзови статуи, наречени Palafrenieri, дело на Петер Якоб Клот фон Юргенсбург. Те са копие на тези, направени в Санкт Петербург и подарък от цар Николай I по случай престоя му в Неапол през 1845 г., както се споменава в плоча по-долу.
От първия етаж на кралския апартамент има достъп до висящите градини. Първите доказателства за тях са видими на портрети на Франческо Касиано де Силва от края на XVII век: те са подредени през 1745 г. от Де Лелис и впоследствие с Бианки. Придобиват окончателния си вид с реставрацията на Гаетано Дженовезе в средата на XIX век. Основните растения са Bougainvillea и пълзящите растения: в центъра, точно между вестибюла и чугунения мост, има фонтан и маса с струи. Присъстват и мраморни пейки и цветни лехи в неокласически стил.
Конюшните са от приблизително 1200 m.2. Имат таван с осемнадесет сводести полета, които се разтоварват върху централен ред квадратни колони; едната страна е оборудвана с варовикови корита, докато следите, оставени от конете, все още се виждат на пода. По-надолу има сграда от 1880 г., използвана като манеж. В района се намират и руините на стария манеж и на конюшните, разрушени от Дженовезе, както и на леко повдигната площ – някогашният тенис корт на Умберто I Савойски.
По време на реставрационните работи през 1994 г. близо до билетната каса, в участъка между входа на пл. „Плебишито“ и този на пл. „Триест и Тренто“, на първоначалния вход на сградата (там където е била караулката), на около метър под нивото на пода е открита алея, образуваща част от старите градини на Вицекралския дворец. Алеята е направена от тухли, подредени във вид на рибена кост, оградени с каменни блокове лава от едната страна и опрени на стена от другата. Стената има функцията да поддържа еспланадата, върху която се издига градината: датира от XVI век и е направена от туфови блокове в долната си част, а в горната – от трахитни павета, добавени по-късно. Малко по-нататък е открит правоъгълен кладенец, ограден от два кръгли басейна. От стратиграфските проучвания стана ясно, че той е бил покрит със зидария на приблизително 13 m дълбочина, последван от още 2, 50 m, изкопани директно в туфа, като след това се стига до квадратна камера – място за събиране на водата от водоносния хоризонт; дъното е покрито със слой тиня с дебелина около 40 cm. С началото на строежа на Кралския дворец кладенецът е изведен от експлоатация и е използван като сметище: на дъното му, на височина от приблизително 4 m, благодарение на наличието на вода, позволило добрата консервация, са намерени органични материали като животински кости, останки от риби и мекотели, клони и костилки от плодове, както и строителни материали като майолика и обработено дърво, които са направили възможно реконструирането на начина на живот от този период; впоследствие той е запълнен с отпадъчен материал до ръба.

## Национална библиотека
Националната библиотека, посветена на Виктор Емануил III Савойски, се помещава в крило на Кралския дворец от 1923 г. С над 2 млн. текста това е най-важната библиотека в Южна Италия, както и една от първите в света. Съдържа географски карти, проекти, редки рисунки, ценни ръкописи, писма, колекции от литература, изкуство и архитектура, идващи от Колекция „Фарнезе“ и други колекции, придобити през годините, както и папирусите, идващи от Вилата на папирусите, открита по време на археологическите разкопки в Херкулан. Някои текстове носят подписи на творци от италианската панорама, като Тома Аквински, Торкуато Тасо, Джакомо Леопарди, Салватор Роза, Луиджи Ванвители и Джамбатиста Вико.
Залите, в които се помещава библиотеката, първоначално са използвани за провеждане на придворни празненства, създадени по време на реставрационните работи, извършени от Гаетано Дженовезе в средата на XIX век. Някои от тях са с декорации в неокласически стил, като например в читалнята, старата бална зала или залата, в която се помещава секцията с ръкописи и редки предметиː картините преди всичко напомнят помпейските стенописи, създадени от различни художници от Неаполитанската академия, като Камило Гуера, Джузепе Малдарели и Филипо Марсили, или Палатинската зала, първоначално Физически кабинет, т.е. астрономическа лаборатория, създадена за удоволствие на краля.

## Театър „Сан Карло“
Театър „Сан Карло“ също принадлежи към комплекса на Кралския дворец. Построен от Джовани Антонио Медрано, той е открит на 4 ноември 1737 г. по случай именния ден на крал Карлос III.
Театърът през годините претърпява множество ремонти, както по фасадата, така и отвътре. Фасадата, която първоначално има прости архитектурни линии, е модифицирана от Антонио Гали да Бибиена през 1762 г., от Фердинандо Фуга през 1768 г., от Доменико Чели през 1791 г. Окончателния си вид, в неокласически стил, тя придобива между 1810 и 1812 г. след работите, извършени от Антонио Николини. Самият Николини реставрира интериора на театъра през 1841 г.. След пожар през 1861 г., с помощта на сина си Фаусто и на Франческо Мария Дел Джудиче, той отново работи по вътрешния дизайн на театъра.
Разширен през 30-те години на миналия век, салонът на театъра е във формата на подкова – дело на Джузепе Камарано, и може да побере малко над 1300 зрители. Завесата е от 1854 г. – дело на Джузепе Манцинели и изобразява Музите и Омир между поети и музиканти.